# CYP3A7
CYP3A7 آنزیمی از خانواده سیتوکروم P450 است. اندازه آن ۵۰۳ آمینو اسید است و ۸۷ درصد از توالی این پروتئین با CYP3A4 مشترک است. این آنزیم نقش مشابهی را در جنین ایفا می کند که CYP3A4 در بزرگسالان انجام می دهد. محل ژن 7q22.۱ است.
آنزیم‌های گروه CYP3A متداول‌ترین اعضای خانواده سیتوکروم P450 در کبد هستند. این آنزیم‌ها مسئول متابولیسم بیش از ۵۰٪ از تمام داروهای بالینی هستند.